# Marked Men (film fra 2025)
Marked Men (originaltitel: Marked Men: Rule + Shaw) er et amerikansk romantisk drama fra 2025, der er instrueret af Nick Cassavetes.

## Handling
Filmen er et romantisk drama om kvinden Shaw, en universitetsstuderende fra en velhavende familie, og manden Rule, en rebelsk tatovør med en kaotisk og egoistisk livsstil. Shaw har været hemmeligt forelsket i Rule i årevis, men han har altid opfattet hende som hans brors halvirriterende lille overklasseveninde. Efter en fuld nat ændrer deres forhold sig imidlertid.

## Medvirkende
- Chase Stokes som Rule Archer
- Sydney Taylor som Shaw Landon
- Alexander Ludwig som Rome Archer
- Ella Balinska som Ayden Cross
- Natalie Alyn Lind som Cora Lewis
- Evan Mock som Jet Teller
- Matthew Noszka som Nash Donavan
- Hannah Kepple som Loren
- Paul Johansson som Dale Archer
- Daisy Jelley som Sierra
- Tonya Cornelisse som Madelyn Archer
- Inanna Sarkis som Jordynn

## Modtagelse

### Danmark
I Berlingske gav anmelderen Thea Torp kun to stjerner. Hun kaldte filmen en ureflekteret teenagebasker, hvor skuespillerne var mainstream og lydefrit smukke og historien kedeligt og slapt fortalt med mærkelige sexscener.